# Sin pantalones
Sin pantalones (en inglés: I Just Want My Pants Back) es una comedia dramática estadounidense que se estrenó con un adelanto especial el 28 de agosto de 2011 en MTV, con la serie a transmitirse los nuevos episodios que comienzan el 2 de febrero de 2012. La serie está basada en la novela del mismo nombre de David J. Rosen del año 2007.  En 16 de mayo de 2012, MTV canceló la serie.

## Sinopsis
La serie sigue la vida de un grupo de veinteañeros que tratan de pasar por la vida lo mejor que pueden, en Brooklyn. Se basa en la novela de David J. Rosen del mismo nombre.

## Reparto
- Peter Vack como Jason Strider, un joven judío de veintitantos años tratando de hacer malabares con el sexo, el amor, la carrera y la amistad fuera de la universidad.
- Kim Shaw como Tina, la mejor amiga de Jason.
- Elisabeth Hower como Stacey, novia de Eric en la universidad, que pretende ser su novia fuera de la universidad.
- Jordan Carlos como Eric, novio de Stacey en la universidad, que intenta ser su novio fuera de la universidad.
- Sunkrish Bala como Bobby, el dueño de la bodega local.

## Producción
La serie está basada en la novela de 2007 de David J. Rosen I Just Want My Pants Back . El piloto fue escrito por David J. Rosen y dirigido por Doug Liman . La serie es producida por Rosen, Liman y Dave Bartis con Universal Cable Productions e Hypnotic. También es co-ejecutivo producido por Gene Klein.
Peter Vack , Elisabeth Hower, Jordan Carlos , Kim Shaw fueron elegidos como los cuatro protagonistas, Jason, Stacey, Eric y Tina. La producción del piloto de media hora comenzó en la ciudad de Nueva York el 3 de septiembre de 2010.
El 14 de enero de 2011, MTV ordenó que el piloto fuera una serie de 12 episodios, y la producción comenzó para el resto de la temporada en junio de 2011. Un adelanto del episodio piloto se emitió el 28 de agosto de 2011, después de la MTV Video Music Awards y promedió 5,1 millones de espectadores y una calificación de 4,9 P12-34. La serie comenzó el resto de la primera temporada el 2 de febrero de 2012, siguiendo a Jersey Shore.  La retransmisión del piloto el 2 de febrero de 2012 atrajo a 1,81 millones de espectadores y una calificación de 1,0.

## Emisión Internacional
- : MTV
- : The Comedy Network
- Hispanoamérica: MTV
- : Four
- : VH1